# Golcza
Golcza (niem. Golzenruh) – wieś w Polsce położona w województwie zachodniopomorskim, w powiecie choszczeńskim, w gminie Choszczno. W latach 1975−1998 miejscowość administracyjnie należała do województwa gorzowskiego. W roku 2007 wieś liczyła 18 mieszkańców. Wieś wchodzi w skład sołectwa Korytowo. Najmniejsza wieś gminy.

## Geografia
Wieś leży ok. 3,5 km na południowy wschód od Korytowa, nad jeziorem Wielka Chojnica.